# Jason Johnson
Jason Johnson (9 ottobre 1990) è un ex calciatore giamaicano, di ruolo attaccante.

## Carriera
Il 20 febbraio 2010 ha esordito nella nazionale giamaicana giocando la gara contro l'Argentina.